# Lijst van voetbalinterlands Canada - Polen
Deze lijst van voetbalinterlands is een overzicht van alle officiële voetbalwedstrijden tussen de nationale teams van Canada en Polen. De landen speelden tot op heden zes keer tegen elkaar. De eerste ontmoeting, een vriendschappelijke wedstrijd, werd gespeeld Toronto op 1 augustus 1973. Het laatste duel, eveneens een vriendschappelijke wedstrijd, vond plaats op 18 november 2009 in Bydgoszcz.

## Wedstrijden
| № | Plaats    | Datum            | Competitie        | Wedstrijd      | Uitslag |
| - | --------- | ---------------- | ----------------- | -------------- | ------- |
| 1 | Toronto   | 1 augustus 1973  | Vriendschappelijk | Canada – Polen | 1 – 3   |
| 2 | Warschau  | 31 oktober 1974  | Vriendschappelijk | Polen – Canada | 2 – 0   |
| 3 | Montreal  | 6 juli 1975      | Vriendschappelijk | Canada – Polen | 1 – 8   |
| 4 | Toronto   | 9 juli 1975      | Vriendschappelijk | Canada – Polen | 1 – 4   |
| 5 | Toronto   | 15 juli 1988     | Vriendschappelijk | Canada – Polen | 1 – 2   |
| 6 | Bydgoszcz | 18 november 2009 | Vriendschappelijk | Polen – Canada | 1 – 0   |

## Samenvatting
| Competitie        | Totaal gespeeld | Winst Canada | Gelijk | Winst Polen | Doelsaldo Canada – Polen |
| ----------------- | --------------- | ------------ | ------ | ----------- | ------------------------ |
| Vriendschappelijk | 6               | 0            | 0      | 6           | 4 − 20                   |
| Totaal            | 6               | 0            | 0      | 6           | 4 − 20                   |

Wedstrijden bepaald door strafschoppen worden, in lijn met de FIFA, als een gelijkspel gerekend.

## Details

### Zesde ontmoeting
| Vriendschappelijk (Bydgoszcz, Polen, 18 november 2009): |       |        |
| Polen                                                   | 1 – 0 | Canada |
| Maciej Rybus 18'                                        | goals |        |